# 魏塘石牌坊
魏塘石牌坊位于中国浙江省嘉兴市嘉善县魏塘街道浒弄社区体育路寺弄桥西，为嘉善境内发现的唯一一处明代石牌坊，原位于县人民广场、农业银行对面的民居中，呈东西向，旧城改造拆迁时发现并异地保护，现为嘉善县文物保护点。牌坊原为三间四柱冲天式，今存一次间，宽2.5米，高5.4米，石柱为方形，上有抹角，下有抱鼓石，额枋雕刻有仙鹤、麒麟、人物和花草等。